# Hohenstein (Friedland)

## Geschichte
Der Ortsteil Hohenstein der Stadt Friedland liegt im Osten des Landkreises Mecklenburgische Seenplatte in Mecklenburg-Vorpommerns. Die Siedlung liegt im Südosten des Gemeindegebietes unmittelbar vor den Brohmer Bergen. Ihr Kern ist das 1805 als Meierei entstandene Gut Hohenstein, das zuerst der Adelsfamilie von Rieben auf Brohm und Galenbeck gehörte. Am 22. Juni 1846 erwarb Georg Alexander von Rieben (1799–1877) aus der in Konkurs gegangenen Riebenschen Herrschaft Brohm die Güter Heinrichswalde und Hohenstein. Dessen Schwester Charlotte von Rieben (1793–1876) hatte 1822 Werner von Brandenstein-Niendorf (1792–1864) geheiratet. Der Sohn Hans Joachim von Brandenstein (1826–1906) heiratete 1861 Minka von Arnim-Neuensund. 
1877 ging so der Gutsbesitz Hohenstein gänzlich an die Adelsfamilie von Brandenstein. Aus diesem genealogischen Haus Brandenstein-Niendorf stammen dann auch die 1864/65 dort geborenen Kinder, der spätere Ministerpräsident Joachim von Brandenstein und Generalleutnant Otto von Brandenstein, der Teilhaber des Gutes wurde. In den 1920`er Jahren gehörte nach dem letztmals amtlich publizierten Mecklenburgischen Güter-Adressbuch zum Besitz Hohenstein 383 ha. Schwerpunkt des Gutsbestriebes war eine große Schafsviehwirtschaft mit 866 Tieren in den Ställen. Hohenstein war ein altes Lehngut, dazu gehörte 54 ha Waldfläche. Das mit 380 ha fast gleich große Heinrichswalde gehörte zum Gutskomplex Hohenstein. Miteigentümer und Verwalter vor Ort war bis zuletzt Wolfgang Freiherr von Brandenstein (1867–1945). Das Gutshaus wurde wegen Baufälligkeit 1986 abgerissen.

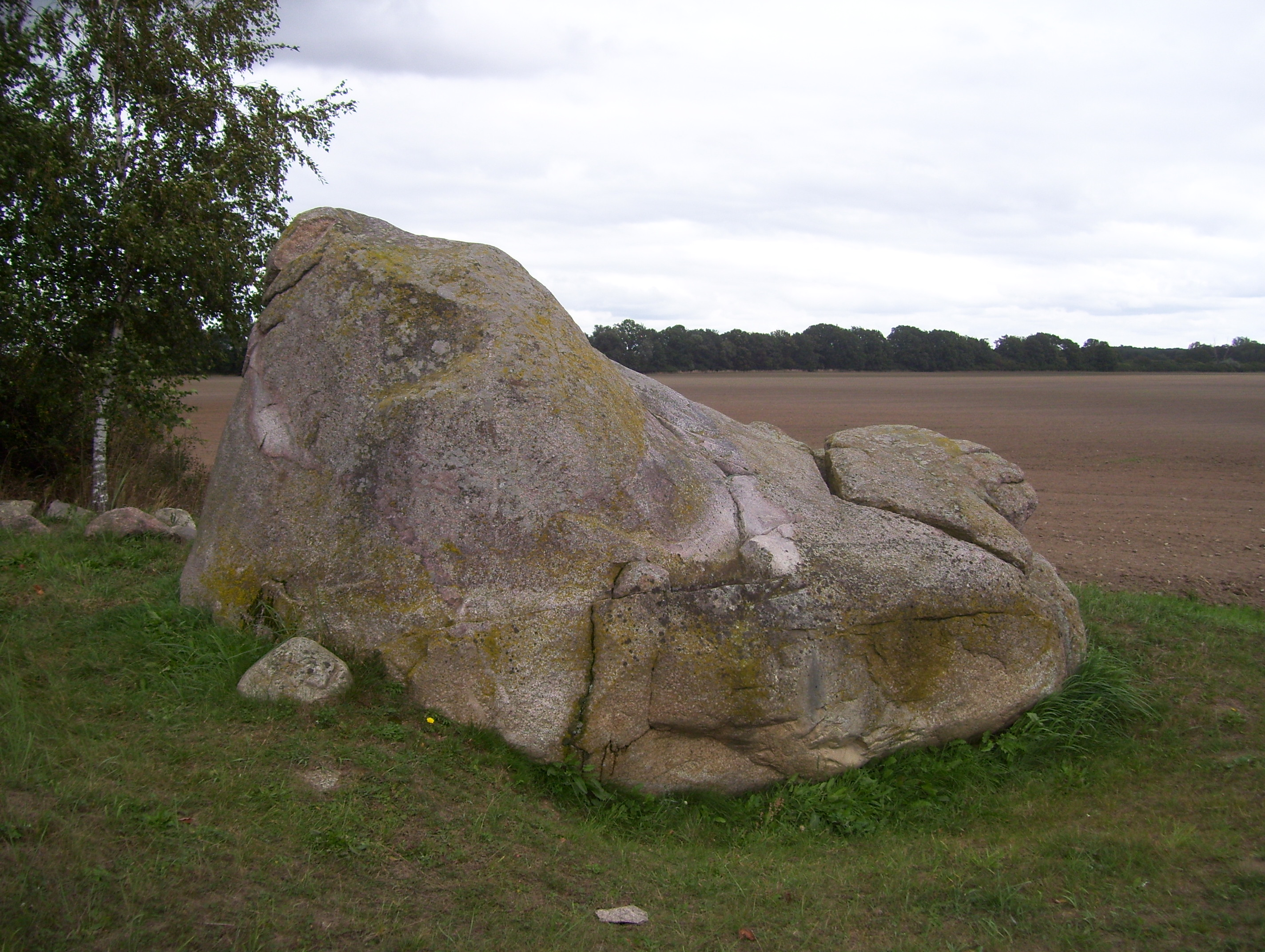
Teufelsstein

Aus Hohenstein stammt ebenso der spätere Verbandsfunktionär Rudolf Freiherr von Brandenstein.
Historisch und kirchlich gehörte die Ortschaft zur Gemeinde Brohm, die bereits um 1250 gegründet worden ist. Ein bemerkenswertes Naturdenkmal (seit 1988) ist der Findling Teufelsstein.
Die Nachfahren der Familie von Brandenstein betreuen heute wieder die Guts-Liegenschaft Hohenstein.